# Qiaowanlong kangxii
Qiaowanlong kangxii és una espècie de dinosaure sauròpode braquiosàurid. Els fòssils pertanyents a aquesta espècie foren trobats l'any 2007 a la conca Yujinzin de Gansu, a la Xina, i foren descrits l'any 2009 a la revista científica Proceedings of the Royal Society B.
Les restes provenen d'una formació geològica anomenada el grup Xinminpu, que data del Cretaci inferior (estatge de l'Albià) fa uns 100 Ma. L'únic espècimen conegut consisteix en vèrtebres cervicals (del coll) i la cintura pelviana dreta, així com nombrosos fragments ossis sense identificar. Qiaowanlong kangxii va ser el primer braquiosàurid trobat a la Xina. S'estima que hauria tingut una longitud d'uns 12 metres i hauria pesat unes 10 tones. Es pensa que el Qiaowanlong està estretament emparentat amb el Sauroposeidon, un gènere nord-americà.